# Anni 620
Gli anni 620 sono il decennio che comprende gli anni dal 620 al 629 inclusi.

## Eventi, invenzioni e scoperte

### Europa

#### Regno Franco

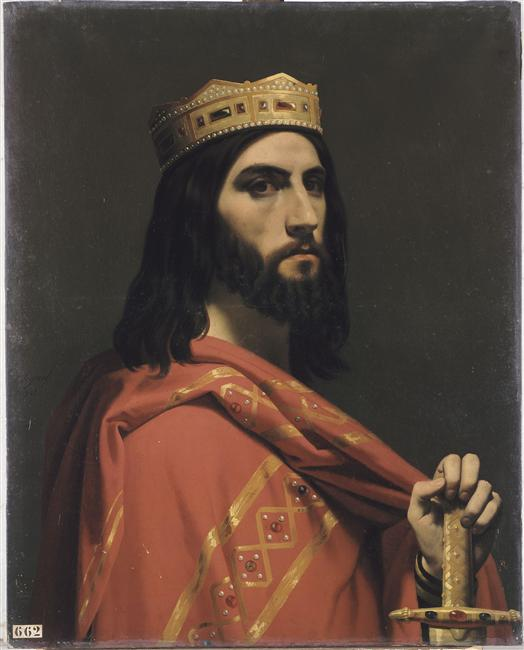
Ritratto di Dagoberto I

- 622: Clotario II associa al trono il figlio Dagoberto I.
- 626: Dagoberto I sposa Gomatrude, a Parigi.
- 629: Morte di Clotario II. Il Regno Franco viene nuovamente diviso in due parti, in mano a Dagoberto I (che regnava su Austrasia, Neustria e Borgogna) e Cariberto II (che regnava sull'Aquitania).

#### Regno Longobardo
- 625: Arioaldo diventa re dei longobardi occupando, in seguito ad una rivolta, il trono di Adaloaldo, che muore l'anno dopo.
- 626: Arioaldo inizia a riaffermare l'arianesimo tra i longobardi, ormai quasi del tutto cristianizzati. Questo causò la preoccupazione del papa, che chiese aiuto all'imperatore d'Oriente, senza però ricevere risposta.
- 627: Morte di Teodolinda.
- 629: Arioaldo frena un'invasione degli Avari in Friuli.

#### Impero romano d'Oriente

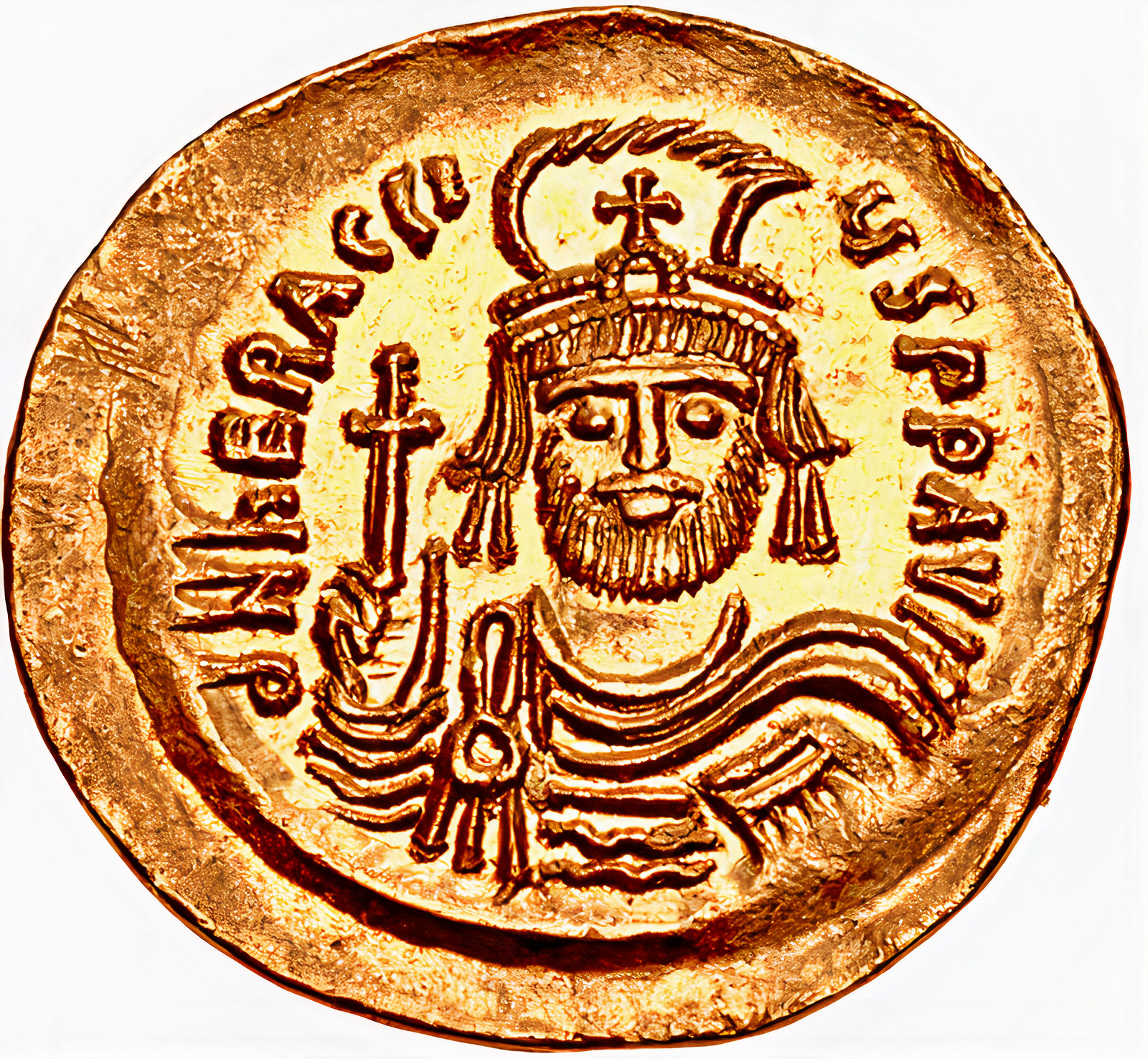
Solido raffigurante l'imperatore Eraclio I

- 620: Il greco diventa la lingua ufficiale dell'Impero Romano d'Oriente
- 29 giugno 626: A Costantinopoli comincia l'assedio degli Avari, sollecitati dai Persiani, alla capitale dell'Impero Bizantino. L'esercito tenta numerosi attacchi, finché i bizantini riescono il 7 agosto a respingere l'assalto definitivamente.
- 628: Eraclio I sconfigge l'Impero Sasanide, ponendo fine ad una guerra iniziata nel 602 con la deposizione dell'imperatore Maurizio. Questa vittoria, considerata una vittoria pirrica, costò all'Impero romano d'Oriente un gran numero di vittime. Tuttavia, questa sconfitta rese l'Impero Sasanide ancora più fragile e prossimo alla caduta.

#### Regno dei Visigoti
- 621: Morte di Sisebuto. Diventa re Recaredo II, il cui regno tuttavia durò solo un paio di settimane. Infatti, venne probabilmente fatto uccidere dal generale Suintila, che sale al trono.
- 624: Suintila sconfigge i bizantini, il cui dominio si era ormai ridotto ad una piccola porzione di territorio nel sud della Spagna, riconquistando Gibilterra, Algarve e Cadice. Tutta la penisola iberica è ormai in mano visigota.
- 629: Suintila viene nominato re di Totius Spaniae (in questo periodo il termine Spania cominciò a sostituirsi al latino Hispania).

### Asia

#### Penisola Arabica
- 16 luglio 622: A causa della crescente ostilità delle famiglie di La Mecca, Maometto è costretto a rifugiarsi nella città di Yathrib, da allora rinominata Medina (ovvero "città del profeta"). La data di questa emigrazione (Egira) divenne poi la data di inizio del calendario islamico.
- 5 aprile 627 - Battaglia del Fossato: I musulmani presenti a Medina affrontano i Meccani pagani in un assedio lungo 15 giorni.
- 2 marzo 629 - Pellegrinaggio di Adempimento: Maometto e i suoi seguaci compiono il "Pellegrinaggio di adempimento" (ʿUmrat al-qaḍāʾ), preludio della vittoria finale dell'Islam.

### Altro

#### Religione
- 25 ottobre 625: Morte di Papa Bonifacio V. Diventa papa Onorio I.

## Personaggi
- Eraclio I, imperatore bizantino

- Maometto, fondatore dell'Islam